# Vlad Chiricheș
Vlad Iulian Chiricheș (* 14. listopadu 1989 Bacău) je rumunský profesionální fotbalista s maďarskými kořeny, který hraje na pozici středního obránce za rumunský klub FCSB. Mezi lety 2011 a 2022 odehrál také 76 utkání v dresu rumunské reprezentace, od roku 2016 byl reprezentačním kapitánem.
V roce 2013 zvítězil v anketě Fotbalista roku Rumunska.

## Klubová kariéra
Chiricheș hrál v Rumunsku profesionálně za kluby Internațional Curtea de Argeș, Pandurii Târgu Jiu a Steaua București.
V srpnu 2013 přestoupil za 9,5 milionu eur do anglického klubu Tottenham Hotspur FC.
V roce 2015 přestoupil do italského prvoligového klubu SSC Neapol. Postupně v Itálii hrál i za Sassuolo a Cremonense.
V létě 2023 se Chiricheș vrátil do rodného Rumunska, podepsal smlouvu s FCSB.

## Reprezentační kariéra
Hrál za rumunskou jedenadvacítku.
V rumunském reprezentačním A-mužstvu debutoval 10. srpna 2011 pod trenérem Victorem Pițurcou v přátelském zápase v Serravalle proti domácímu týmu San Marina (výhra 1:0).
Trenér rumunského národního týmu Anghel Iordănescu jej vzal na EURO 2016 ve Francii, kde Chiricheș plnil roli kapitána mužstva. Rumuni obsadili se ziskem jediného bodu poslední čtvrté místo v základní skupině A.